# Sven Hartwig
Sven Hartwig (* 8. Juli 1984 in Halle (Saale)) ist ein ehemaliger deutscher Fußballspieler.

## Karriere
Hartwig begann seine Karriere bei Grün-Weiß Wimmelburg. In seiner Jugend spielte er außerdem für MSV Eisleben, die BuSG Aufbau Eisleben und den Halleschen FC. In der U-19 spielte er für den Bundesligisten VfB Stuttgart. Beim VfB wurde er auch in die U-23 übernommen, kam in der Saison 02/03 aber nicht zum Einsatz und wechselte zum VfB Leipzig in die Oberliga Süd, für den er 16 Partien absolvierte und vier Tore erzielte. Nach einem halben Jahr ging er in die Regionalliga Süd zum FC Rot-Weiß Erfurt, bei denen er aber nur zu einem Einsatz kam, ehe er sich in der Winterpause 2004/05 dem FC Carl Zeiss Jena anschloss. Ein halbes Jahr blieb er in Jena, absolvierte zehn Partien und erzielte ein Tor. Im Sommer 2005 ging er zum SV Babelsberg. Dort spielte Hartwig fünf Jahre lang, davon drei Saisons in der damals dritthöchsten Spielklasse, der Oberliga Nord. In der Saison 2007/08 stieg Babelsberg in die Regionalliga Nord ab und stieg 2009/10 als Meister wieder auf. Hartwig ging aber nicht mit in die 3. Liga, sondern wechselte zum Fünftligisten SV Meppen. In seiner ersten Saison stieg der Verein in die Regionalliga Nord auf. Hartwig spielte zwei weitere Saisons mit dem SV Meppen in der vierten Liga. Im Sommer 2013 wechselte er zum Goslarer SC, der ebenfalls in der Regionalliga Nord spielte. Nach einer Saison wechselte er zum Ligakonkurrenten Eintracht Braunschweig II.
2016 ging er zum Greifswalder FC in die Verbandsliga Mecklenburg-Vorpommern, wo er 2018 seine Laufbahn beendete.